# MP Волос Вероники
MP Волос Вероники (лат. MP Comae Berenices), HD 113867 — тройная звезда в созвездии Волос Вероники на расстоянии приблизительно 313 световых лет (около 96,1 парсек) от Солнца.

## Характеристики
Первый компонент (HD 113867A) — жёлто-белая переменная звезда типа Гаммы Золотой Рыбы (GDOR)* спектрального класса F0, или F4VmA6, или A9**. Видимая звёздная величина звезды — от +6,94m до +6,86m. Масса — около 1,795 солнечной, радиус — около 2,374 солнечного, светимость — около 13,529 солнечной. Эффективная температура — около 6905 K.
Второй компонент (HD 113867B) — жёлто-белая переменная звезда типа Гаммы Золотой Рыбы (GDOR) спектрального класса F1*. Видимая звёздная величина звезды — +7,7m. Радиус — около 1,5 солнечного, светимость — около 5,2 солнечной. Орбитальный период — около 1,1252 суток. Удалён на 0,5 угловой секунды.
Третий компонент — коричневый карлик. Масса — около 50,6 юпитерианской. Удалён в среднем на 1,818 а.е..